# Gonoglasa
Gonoglasa là một chi bướm đêm thuộc họ Erebidae.